# Kunitzer Mózes
Kunitzer Mózes ben Menachem (Moses ben Menachem Kunitz, Óbuda, 1774. – Óbuda, 1837.) magyar rabbi, talmudtudós, író, a zsidó felvilágosodás egyik nagy alakja Magyarországon.

## Származása, tanulmányai
1774-ben (a zsidó naptár szerint 5534) született, egy szegény zsidó családban. Tanulmányait a hagyományos zsidó iskoláztatás keretei között kezdte, 10–13 éves kora között, a bár micvá avatásáig Wolf Boskowits rabbi iskoláját látogatta. 1788-ban két forinttal utazott talmudi tanulmányok végett Ezechiel Landau rabbi jesivájába, Prágába, ahol a híres maszkil, Baruch Jeitteles segítette tanulmányaiban, ezenkívül rendelkezésére bocsátotta hatalmas könyvtárát is, ahol minden szabad percét a Biblia és a rabbinikus kommentárok tanulmányozására fordította. 1792-től a Breslaui Egyetem hallgatója lett, ahol szekuláris tárgyakat és nyelveket tanult.

## Későbbi életpályája
Fiatalkori pártfogója, Baruch Jeitteles – bár korábban tanítványa volt -, nem követte Landau rabbi konzervatív hozzáállását, helyette a híres filozófus, Moses Mendelssohn követője lett. Ez vélhetően komoly hatással volt az ifjú Kunitzer Mózes későbbi újító szellemiségű életútjára is, amellyel sok ortodox kortársa rosszallását vívta ki maga ellen. Istenfélő életvitele és a Talmudban való kivételes jártassága azonban megvédte a komolyabb támadásoktól, nem úgy, mint például kortársát és barátját, Chorin Áron aradi rabbit. 1796-ra híre visszajutott szülővárosáig, Óbudáig, így a gazdag Kohn Salamon hazahozatta férjül a lányának, és maga mellé vette kereskedelmi vállalkozásába. Kunitzer később önállósodott, és húsz éven át volt kereskedő, több fontos munkáját is ezekben az években írta. Üzlete 1817-ben válságos helyzetbe került, majd 1828-ban csődbe is ment. Innentől fogva párhuzamosan tölti be Budán a rabbi-pozíciót, Pesten pedig tag a rabbinikus bíróságban, egészen 1837. február 2-ai (5597. svát 27.) váratlan haláláig.

## Munkásságának jelentősége
Kunitzer Mózes irodalmi munkásságának elsődleges jelentősége, hogy új, kora számára szokatlan szempontból közelíti meg a rabbinikus irodalmat. Isaak Markus Jost (1793–1860) történész így jellemzi munkásságát, különös tekintettel az 1815-ben megjelent Ben Johai című fő művére:
„Talmudi vitákat már korábban is folyton-folyvást jelentettek meg, ezek azonban nem voltak hatással az utókorra. Azonban ezen a területen is megjelent egy széles körben művelt gondolkodó, aki nem elégedett meg csupán annyival, hogy magába szívja a talmudi masszát, és oknyomozást folytasson, hanem azt tette feladatává, hogy a talmudi világ szellemiségének egyes kitűnőségeit közelebbről vizsgálja, és hihetetlen tanultságával feltárja.” 
Maga a mű talmudi tradíciókat és a híres tannaitának, Schimon ben Jochainak tulajdonított mondásokat elemzi. Kunitzer a Zóhár eredetisége és Schimon ben Jochai szerzősége mellett érvel, a reform zsidóság körében is elismert Jacob Emden vitairatát (Mitpahat szefarim, 1768) cáfolva, ezzel nem kis megrökönyödést okozva sok felvilágosult kortársának. A kor mindazonáltal azonnal elismerte művét a héber irodalom klasszikusaként, Jost szerint pedig a Ben Johai komoly hatással volt a nem sokkal később kialakuló talmudkritikai iskolára. Hasonló módszert alkalmazott a Bet Rabbi előszavaként megjelentetett életrajzban is, összegyűjtve és rendszerezve a Talmud Jehuda ha-Naszira vonatkozó apró életrajzi adatait.
Ezzel szemben a kifejezetten reform szellemiségű responzuma, amely 1818-ban jelent meg a Nogah ha-Cedek (Az igazság ragyogása) gyűjteményben, ortodox körökben kavart nagy vihart, mivel támogatta a liturgia megreformálását. Engedélyezte többek között a hagyományos askenáz kiejtés helyett a szefárdot és a zsinagógában az orgona használatát. Két évvel később megjelent Szefer ha-mecaref című responzumgyűjteményének első kötetében pedig támogatta a német hangzású vezetéknevek felvételét, a hagyományos öltözet elhagyását és a rituális körülmetélés képzett orvosokkal való végeztetését.

## Megjelentetett munkái
1. Ha-moszot ha-gedolot. Breslau, 1794. (A Talmud homályos helyeinek magyarázata.)
2. Ha-ojen. Bécs, 1796. (Kommentár Jedadja Penini (Bedersi, c.1270–1340) Behinat olam című művéhez, valamint rövid misnai és talmudi szövegmagyarázatok.)
3. Bet Rabbi. Bécs, 1805. (Hatfelvonásos dráma Jehuda ha-nasziról. A darab érdekessége, hogy ez a legelső héber nyelvű színmű, amelyet magyarországi zsidó szerző írt. Előszavában életrajzi összefoglaló.)
4. Ben Johai. Bécs, 1815.[13]
5. Szefer ha-mecaref I. Bécs, 1820. (Responzumgyűjtemény)[14]
6. Szefer ha-mecaref II. Prága, 1857.[15]

## Kézirati műve
- Homiliák, 3 vaskos kötet (Prédikációk)[16]

Arcképe, kőnyomat Pesten 1860. (a Beth-El III. kötetében.)

## Külső hivatkozások
- A Wikimédia Commons tartalmaz Kunitzer Mózes témájú kategóriát.
- Szinnyei József: Magyar írók élete és munkái I–XIV. Budapest: Hornyánszky. 1891–1914.
- Kunitzer Mózes, flodni.hu (hozzáférés: 2012. december 21.)
- „Kunitzer, Moses ben Menahem” in: http://www.jewishencyclopedia.com/articles/9551-kunitzer-moses-ben-menahem (hozzáférés: 2014.03.18.)
- Turán Tamás, „Kunitz, Mosheh” in: YIVO Encyclopedia of Jews in Eastern Europe (2010) http://www.yivoencyclopedia.org/article.aspx/Kunitz_Mosheh (hozzáférés: 2014.03.18.)